# Noureddine Bettahar
Noureddine Józef Bettahar (ur. 17 grudnia 1994 w Trewirze) – polsko-algierski hokeista z obywatelstwem niemieckim, reprezentant Polski.
Jego kuzyn Daniel Pierzchała także został hokeistą.

## Kariera
- Mannheimer ERC U16 (2008-2009)
- RT Bad Nauheim U18 (2009-2011)
- Jungadler Mannheim U18 (2010-2011)
- EC Salzburg U18 (2011-2012)
- EC Salzburg II (2011-2013)
- Löwen Frankfurt / Löwen Frankfurt II (2013-2014)
- Füchse Duisburg (2014-2016)
- Iserlohn Roosters (2016-2017)
  -  SC Riessersee (2016-2017)
  -  EC Bad Nauheim (2017-2018)
- Heilbronner Falken (2018-2019)
- Kassel Huskies (2019-2020)
- Deggendorfer SC (2020)
- EC Bad Nauheim (2020-2021)
- EG Diez-Limburg (2021-2022)

Urodził się jako syn Algierczyka i Polki w niemieckim Trewirze. Od 1 roku życia zamieszkiwał w Nowym Targu przez 13 lat. Tam został wychowankiem klubu hokejowego MMKS Nowy Targ. Po powrocie do Niemiec rozwijał karierę w młodzieżowych zespołach w miastach Mannheim i Bad Nauheim. Od września 2011 do 2013 grał w juniorskich zespołach austriackiego klubu EC Red Bull Salzburg. W sierpniu 2013 został graczem Löwen Frankfurt i w sezonie 2013/2014 grał zarówno w pierwszym jak i rezerwowym zespole klubu w trzecim i czwartym poziomie rozgrywkowym w Niemczech. Od 2014 do końca sezonu 2013/2014 zawodnik Füchse Duisburg w Oberlidze. W maju 2016 został zawodnikiem Iserlohn Roosters z rozgrywek DEL, związany trzyletnim kontraktem. Stamtąd w listopadzie 2016 na krótki czas został wypożyczony z Iserlohn Roosters do SC Bietigheim-Bissingen w DEL2 oraz do SC Riessersee. W barwach drużyny z Iserlohn rozegrał 27 spotkań w sezonie DEL (2016/2017). W maju 2017 został wypożyczony do EC Bad Nauheim (DEL2) na sezon 2017/2018. We wrześniu 2018 przeszedł do klubu Heilbronner Falken, także w DEL2. W maju 2019 przeszedł do Kassel Huskies. Po sezonie 2019/2020 odszedł z klubu. Na początku listopada 2020 przeszedł do Deggendorfer SC, występującym na trzecim poziomie rozgrywkowym. 12 grudnia 2020 ogłoszono jego odejście z zespołu. Pod koniec grudnia 2020 przeszedł do EC Bad Nauheim. W maju 2021 odszedł z klubu. Na początku lipca 2021 ogłoszono jego transfer do EG Diez-Limburg. Pod koniec października 2022 opuścił ten klub.
W barwach reprezentacji Polski do lat 18 uczestniczył w turniejach mistrzostw świata juniorów do lat 18 w 2012 i był kapitanem kadry podczas tej imprezy. W marcu 2017 został powołany przez selekcjonera Jacka Płachtę na zgrupowanie seniorskiej kadry Polski. Z uwagi na przepisy obowiązujące w niemieckiej lidze i wiążące się z nim utrudnienie w przypadku gry w kadrze Polski, zrezygnował tymczasowo z występów w seniorskiej kadrze Polski. W 2018 został powołany na turniej EIHC w Gdańsku. W lutym 2020 grał w barwach Polski w turnieju kwalifikacyjnym do Igrzysk Olimpijskich w Pekinie, rozgrywanym w Kazachstanie.

## Sukcesy
Klubowe
- Złoty medal Oberligi West: 2014 z Löwen Frankfurt

Wyróżnienie
- Odkrycie sezonu wśród juniorów w III edycji Plebiscytu „Hokejowe Orły” (2012)[22]